# Лумис, Малон
Малон Лумис (Мэлон Лумис, англ. Mahlon Loomis) (21 июля 1826 – 13 октября 1886) — американский стоматолог, известен как один из пионеров радиотехники, автор одного из первых (либо первого) патента на беспроводной телеграф.

## Биография
В сентябре 1848 года М. Лумис стал изучать стоматологию в Кливленд. Диплом получил в 1850 году. В течение нескольких лет практиковал как стоматолог. Получил патент на керамические искусственные зубы.
В 1866 году проводил опыты с атмосферным электричеством.
Получил патент США U.S. Patent 129 971 на беспроводной телеграф в 1872 году.